# Paladin
Pour les articles homonymes, voir Paladin (homonymie).
 (décembre 2023).
Si vous disposez d'ouvrages ou d'articles de référence ou si vous connaissez des sites web de qualité traitant du thème abordé ici, merci de compléter l'article en donnant les références utiles à sa vérifiabilité et en les liant à la section « Notes et références ».

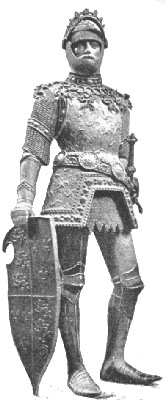
Le roi Arthur en armure, une des incarnations du paladin dans les récits légendaires de la Matière de Bretagne et de la légende arthurienne.

Le paladin est un chevalier ayant atteint l'un des plus hauts grades, faisant partie d'un ordre religieux et porteur du pouvoir sacré de la foi.
Néanmoins, ce terme a subi une évolution assez importante, en ce sens où de chevalier sacré partant en croisade pour le compte d'un ordre prestigieux et militaire, l'appellation de paladin finira par évoquer un concept plus humaniste de « chevalier errant » (peut-être un amalgame avec le latin palabundus qui signifie « errant », « qui voyage sans cesse ») défendant la veuve et l'orphelin. Cette nuance peut être perçue en comparant deux opéras de Vivaldi basés sur le même personnage de Roland : Orlando furioso et Orlando finto pazzo.

## Étymologie
Cette appellation vient de l'époque romaine. Sous Dioclétien, le corps de la Garde prétorienne (unité de soldats d'élite chargée de protéger les officiers généraux), constitué de fantassins romains, a été remplacé par un contingent monté de barbares. Leur possession de monture leur a donné la dénomination d’equites (cavalier), terme également utilisé à l'époque pour désigner l'Ordre des chevaliers romains. Or ce contingent était logé près du portique de la Schole palatine à Rome ; le temps et la déformation de la langue ont contribué à la création en bas-latin du mot palatinus (garde du palais) pour désigner les chevaliers d'élite constituant la garde personnelle de Charlemagne.
Exemple :
- Les chevaliers du Temple appartiennent à une unité militaire qui s'investissent dans une croisade.

## Histoire

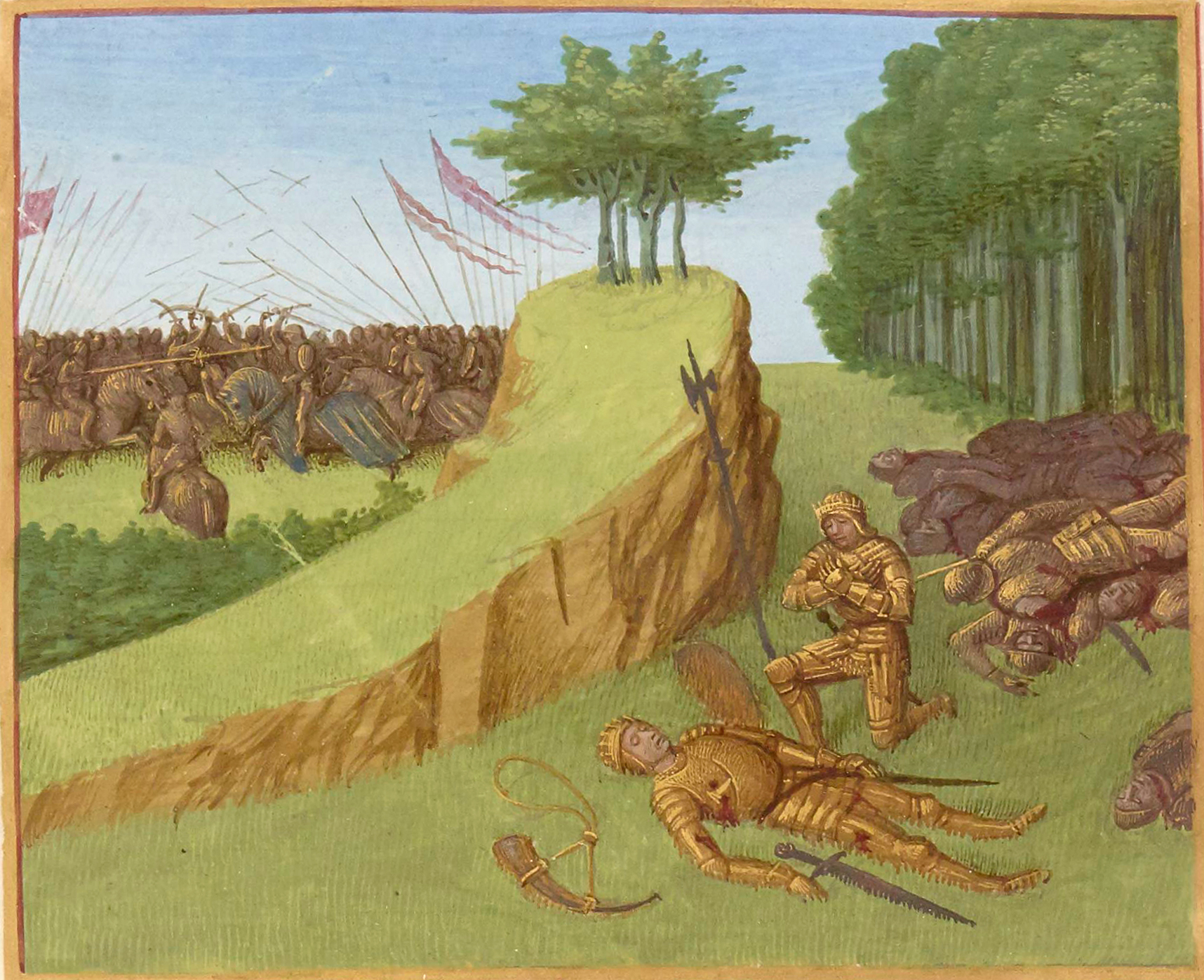
Dessin figurant la mort de Roland à la bataille de Roncevaux (778) (illustration manuscrite, vers 1455–1460).

Les gestes des paladins de Charlemagne rivalisèrent un temps de popularité avec les histoires du roi Arthur et des chevaliers de la Table Ronde.
L'Arioste et le Tasse, dont les travaux furent un temps aussi lus et respectés que ceux de Shakespeare, ont contribué le plus à la réécriture littéraire et poétique des récits de hauts faits de paladins. Ces récits traitaient des guerres entre les Francs et les Maures durant les conquêtes islamiques de l’Espagne et leur invasion du sud de la France. Leurs aventures furent connues comme la Matière de Charlemagne (ou Matière de France), sur un pied d’égalité avec les aventures du roi Arthur et de ses chevaliers classées Matière de Bretagne.
Galahad, ou Galaad, fils du chevalier Lancelot, est l'archétype du paladin dans la légende arthurienne. Les aventures des paladins de Charlemagne servent de base au théâtre de marionnettes sicilien au travers de la Storia dei Paladini di Francia.
Le renouveau celtique, plus particulièrement à la fin du XIXe siècle, privilégia le matériel arthurien et encouragea sa réécriture et sa rediffusion. Rien de tel n’eut lieu pour le matériel de Charlemagne, parce que fortement chrétien et triomphaliste dans sa présentation (à l'exception des personnages de l'Arioste, beaucoup plus nuancés). En conséquence, les lecteurs du XXe siècle connaissent bien Arthur et Camelot, alors qu’ils ont peu entendu parler des paladins de Charlemagne qui jouissaient pourtant au Moyen Âge d’un égal renom.

## Mentalité
En quête d'actions d'éclats et d'aventures héroïques où manifester sa bravoure, sa générosité et sa courtoisie, le paladin est aussi considéré comme le bouclier de l'éthique et des croyants et comme le bras de la justice.
Son devoir est également de soutenir le sens de l'équilibre voire parfois de la nature. Ne demandant ni n'exigeant sauf de lui-même, il tente d'être gardien d'une certaine harmonie ; il garde le statut d'un protecteur d'une bonté spontanée. Autrement dit, il est défenseur d'une nature humaine qu'il juge capable d'être digne et vertueuse. C'est d'ailleurs la dignité qui est au centre des préoccupations paladines comme valeur et comme combat : en ce sens, le paladin n'est pas tant l'expression d'un manichéisme mais le symbole d'une qualité humaine.

## Utilisation post-médiévale du terme

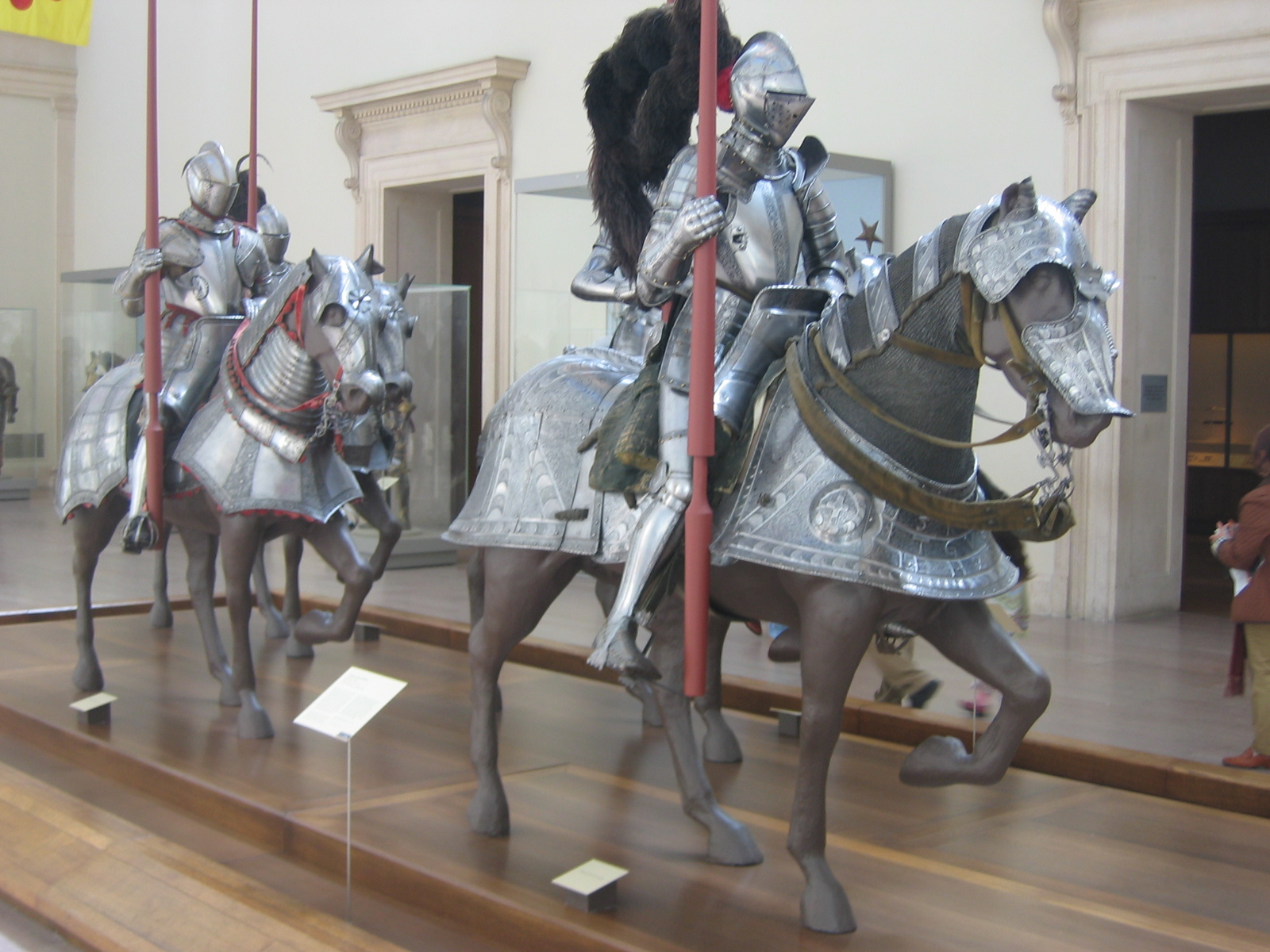
Armures du XVIe siècle, exposées au Metropolitan Museum of Art à New York.

Rapidement banalisé pour qualifier un héros chevaleresque, ou plus péjorativement un « chevalier errant » tel que Don Quichotte, le paladin trouvera une définition plus moderne, considéré comme représentant voire porte-parole d'une éthique idéale.
Aujourd'hui, couramment employé pour sa connotation d'héroïsme et d'inflexibilité, on retrouve l'archétype décliné de différentes façons, selon l'univers.

### Littérature
Montesquieu se réfère à ce personnage pour symboliser l'essence de la perfectibilité et de la vertu : « Des paladins, toujours armés dans une partie du monde pleine de châteaux, de forteresses et de brigands, trouvaient de l'honneur à punir l'injustice et à défendre la faiblesse. De là… dans nos romans la galanterie fondée sur l'idée de l'amour, jointe à celle de force et de protection ».
Le terme a été utilisé par Victor Hugo dans Trois ans après pour montrer son rôle de chevalier défenseur terrassé par la mort de sa fille.

### Musique
En 1864, Henri Kling compose son premier opéra Le dernier des Paladins, dont la première a lieu au Grand Théâtre de Genève.

### Dans la culture populaire
Au cinéma, l’imagerie du paladin est utilisée pour montrer le héros guerrier, juste et fidèle à une cause noble. On peut le voir dans cet emploi notamment dans certains films de cape et d'épée tel Ivanohé (1952) de Richard Thorpe,  Le Miracle des loups (1961) d'André Hunebelle ou ceux relatant la légende arthurienne tel Excalibur (1981) de John Boorman.
Dans les jeux de rôle issus de la littérature médiévalo-fantastique (tel Donjons et Dragons), le paladin est le plus souvent un chevalier tirant ses pouvoirs d'une déité (ou d'un pouvoir séculier) à laquelle il a prêté allégeance ; il est généralement fidèle à sa parole, un modèle de guerrier pour l'armée qu'il inspire.
Dans certains jeux vidéo (notamment les MMORPG), c'est une classe de personnage souvent utilisée pour encaisser les dégâts tandis que les archers, épéistes et sorciers, bien plus fragiles, délivrent les coups. Dans ce type de jeu, le paladin se caractérise par un physique particulièrement robuste, par l'utilisation de sorts de soin et de capacités spéciales contre les morts-vivants. Dans le jeu de stratégie en temps réel Age of Empires II, le paladin est l'ultime amélioration de l'unité de cavalerie lourde.